# Paramyro
Paramyro is een geslacht van spinnen uit de  familie van de Agelenidae (trechterspinnen).

## Soorten
- Paramyro apicus Forster & Wilton, 1973
- Paramyro parapicus Forster & Wilton, 1973